# Ross McKitrick
Ross McKitrick est un économiste canadien spécialisé dans l'économie environnementale et l'analyse des politiques. Il est professeur d'économie à l'université de Guelph, senior fellow de l'Institut Fraser et il est membre des conseils consultatifs universitaires de l'institut John Deutsch et de l'alliance Cornwall pour la sauvegarde de la Création.
Il est le coauteur de Taken By Storm: The Science Troubled, Policy and Politics of Global Warming (2003), et est l'auteur de Economic Analysis of Environmental Policy (2010).

## Biographie
Ross McKitrick a obtenu son doctorat en économie en 1996 de l'université de la Colombie-Britannique, et dans la même année, il a été nommé professeur adjoint au Département d'économie de l'Université de Guelph en Ontario.
En 2001, il a reçu le titre de professeur agrégé et est professeur titulaire depuis décembre 2008. Il est également Senior Fellow de l'Institut Fraser depuis 2002. Il vit actuellement à Guelph avec son épouse, son fils et sa fille.

## Controverses sur le réchauffement climatique
En 2002, avec Christopher Essex, il a coécrit Taken By Storm, qui a été finaliste pour le prix Donner,. Il a, depuis, publié des critiques sur l'approche statistique suivie pour certaines reconstructions paléoclimatiques, notamment deux articles cosignés avec Stephen McIntyre dans lesquels il conteste la validité du graphique en crosse de hockey. Il continue à publier des recherches en économie, en général dans le domaine de la politique environnementale.
En 2007, Ross McKitrick est le coauteur d'un article dans lequel, selon les termes de leur auteur, « des considérations relevant de la physique, des mathématiques et de l'observation sont utilisées pour montrer qu'il n'y a pas de température globale physiquement significative pour la Terre dans le contexte de la question du réchauffement global ».
En 2009, il écrit une critique de la Earth Hour, en disant : « Je déteste Earth Hour. L'électricité abondante et bon marché a été la plus grande source de libération humaine au XXe siècle. Chaque progrès matériel et social au XXe siècle a dépendu de la prolifération de l'électricité peu coûteuse et fiable. »
Ross McKitrick a dit : « Je suis allé sonder les arguments du réchauffement climatique depuis plus d'une décennie. En collaboration avec un grand nombre d'excellents coauteurs, j'ai toujours trouvé que lorsqu'on décortiquait une question, ce qu'on trouvait au cœur était soit erroné, soit trompeur ou tout simplement inexistant ».
Ross McKitrick est signataire de la Cornwall Alliance's Evangelical Declaration on Global Warming.

## Applications économétriques en climatologie
Ross McKitrick est l'organisateur et président du 1er atelier international sur les applications économétriques en climatologie, qui s'est tenu à l'Université de Guelph du 5 au 7 juin 2013. Le conférencier d'honneur a été l'océanographe Carl Wunsch du MIT.

## Sources